# Ashra
Ashra este un proiect muzical, demarat de către Manuel Gottsching în 1976, inițial pentru a facilita cariera sa solo, ulterior fiind incluși și alți membri. Numele trupei este o prescurtare a numelui trupei anterioare a lui Gottsching, Ash Ra Tempel. Numele a fost schimbat odată cu muzica lui Gottsching, care a devenit mai puțin psihedelică și mai mult orientată spre electronică.

## Discografie
Datele de înregistrare sunt trecute cu italic iar cele de lansare cu bold

### Albume de studio
- 1976/1976 - New Age of Earth (re-lansată în  2008 sub numele Gottsching)
- 1977/1977 - Blackouts (re-lansat în  2008 sub numele Gottsching)
- 1979/1978 - Correlations (o ediție extinsă cu 5 disc-uri (Correlations Complete) inclusiv The Making Of re-lansată în 2008)
- 1980/1979 - Belle Alliance (o ediție extinsă cu 2 disc-uri (Belle Alliance Plus) re-lansată în  2008)
- 1990/1988 - Walkin' the Desert
- 1991/1985-1986 - Tropical Heat

### Albume Live
- 1998/1997 - Sauce Hollandaise (album live)
- 1998/1997 - @shra (re-lansat în 2008 împreună cu @shra Vol. 2 ca @shra + @shra Vol. 2)
- 2002/1997 - @shra Vol. 2 (re-lansat în 2008 împreună cu @shra ca @shra + @shra Vol. 2)

## Leături externe
- Pagina oficială
- Discografie